# North Tongu District
Koordinaten: 6° 4′ N, 0° 24′ O
Der North Tongu District ist einer von 18 Distrikten der Volta Region im Osten Ghanas mit einer Gesamtfläche von 1154 Quadratkilometern. Der Distrikt hatte im Jahr 2021 110.891 Einwohner.

## Geographie
Im Norden grenzt der Ho West District, im Osten der Central Tongu District, im Südosten der South Tongu District, im Süden die Distrikte Shai Osudoku und Ada West der Greater Accra Region und im Westen die Distrikte Asuogyaman und Lower Manya Krobo der Eastern Region an North Tongu. Im Süden fließt der Volta in West-Ost-Richtung durch den Distrikt, der Kpong-Staudamm ist Teil des Distriktes. Die Distrikthauptstadt Battor Dugame ist die einzige Hauptstadt des Region Volta rechtsseitig des Volta. Die Nationalstraße 2 führt im Westen für 3 km durch den Distrikt.

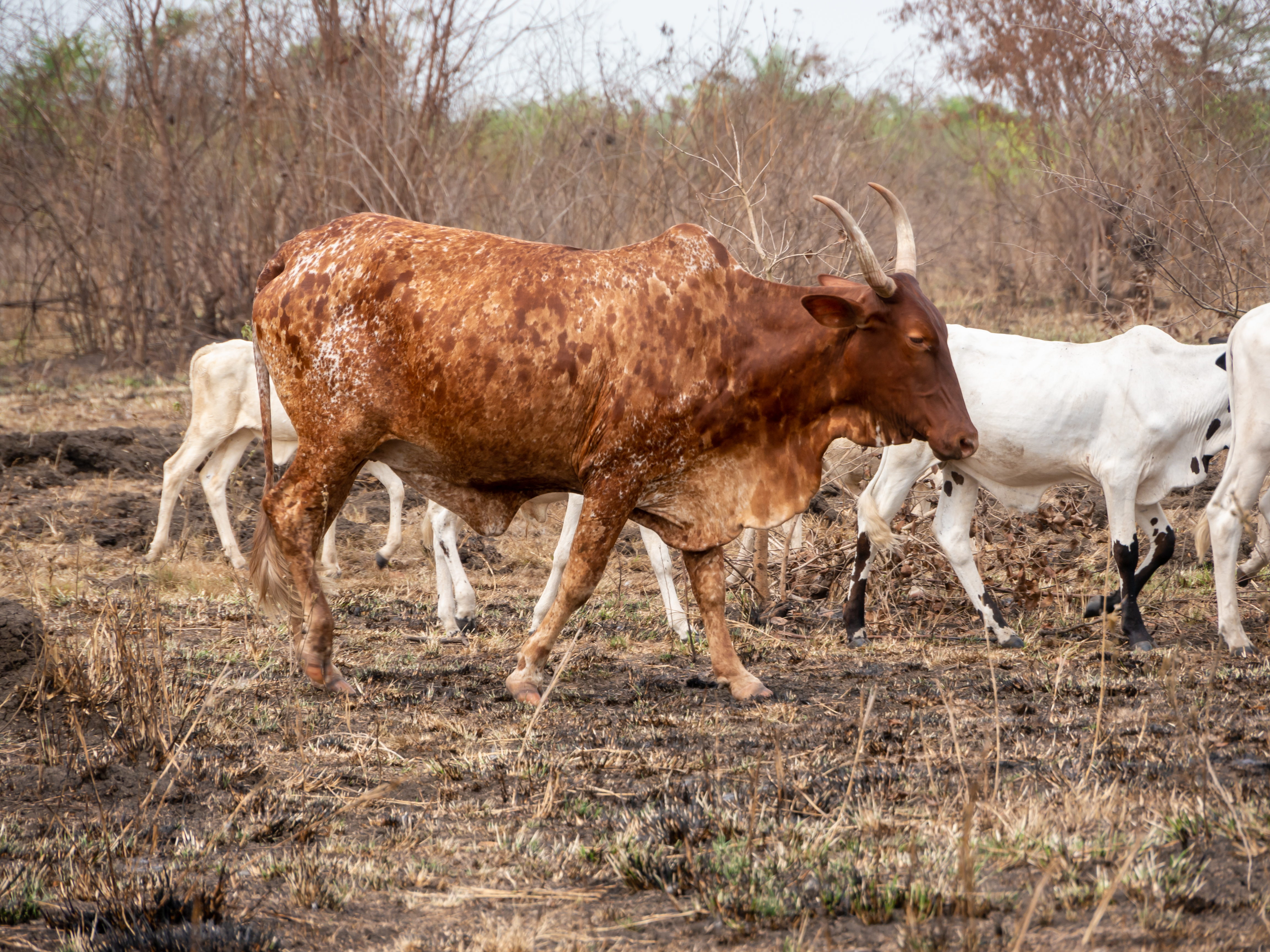
Rinderherde im ländlichen North Tongu District